# Quartier des Pinchinats
Le quartier des Pinchinats est un quartier rural situé au nord-est de la ville d'Aix-en-Provence, faisant partie du canton d'Aix-en-Provence-Nord-Est. Il tire son nom du provençal penchinats, désignant les ateliers de peignage qui y étaient établis au Moyen Âge. Ces ateliers nécessitaient une eau abondante et pure. La vallée des Pinchinats est considérée comme le « château d'eau de la ville d'Aix » et a longtemps constitué un lieu où les citadins d'Aix venaient chercher la fraîcheur en été, considérant cette vallée comme « le plus agréable séjour de la campagne aixoise ». Le quartier est connu pour abriter de belles demeures bourgeoises, dont le château de la Mignarde qui possède une histoire importante.

## Histoire

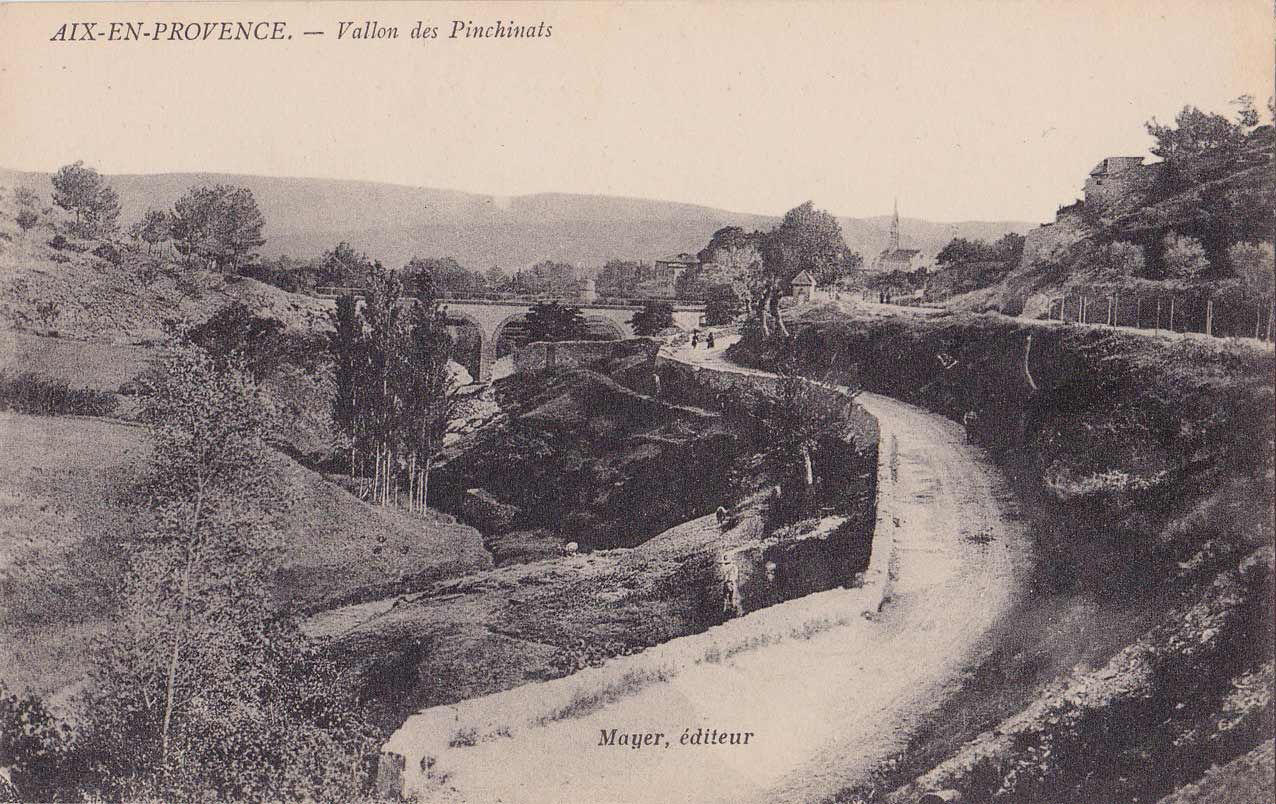
Le vallon des Pinchinats vers 1905.

Une découverte archéologique réalisée en 1824 au lieu-dit du Capéou suggère la présence d'un établissement d'ampleur et de qualité durant l'Antiquité. Une meule, des tuiles, des amphores et des structures monumentales y ont été mis au jour.
En 1100, Pierre de Gaufridi donne la fontaine des Pinchinats et ses dépendances aux chanoines de la métropole d'Aix. Cette disposition donnera à la vallée le nom de « vallée des Chanoines ». Ce n'est pourtant pas le nom sous lequel elle restera connue. En effet, les Pinchinats portent au Moyen Âge le nom de Vallis Mariana. Lorsque l'archevêque d'Aix, Pierre Gaufridi II, en fit don aux chanoines de Saint-Sauveur, le quartier prit le nom de Vallis Canonicorum. Son nom de « Pinchinats » remonte au début du XVIIe siècle. La famille du chanoine Honoré des Pinchinats, enterré en la cathédrale Saint-Sauveur, s'y installe et donne son nom à la vallée. Un site disparu avait autrefois, aux Pinchinats, le nom de « cheminée du roi René » car, selon la légende, le roi René venait s'y chauffer lors des froides journées d'hiver. Le mistral y est en effet absent, puisque cette partie du quartier des Pinchinats, située précisément près de l'ancien enclos des Trinitaires, est en contrebas des coteaux de Saint-Eutrope.
Au XVIIe siècle, des Trinitaires et des sœurs de la Visitation s'installent aux Pinchinats (1621). Une chapelle est construite en 1663 au quartier du Ginestie, sous le vocable de Notre-Dame du Sacré-Mont du Calvaire. Elle continue d'être utilisée jusqu'après la Révolution, mais finit par être délaissée. Le commandant Quiriconi la démonte pierre par pierre et la transporte à la Cheylane.
À partir du XVIIe siècle, la bourgeoisie aixoise construit des pavillons, dont le plus connu est le pavillon de Lenfant ; son plafond principal a été décoré par le peintre Jean-Baptiste van Loo, les bassins et fontaines ont été réalisés par les frères ESCURSAN, fontainiers d' Aix début XVIIIs
Près du château de Tournon se dresse à l'origine une chapelle, dédiée à sainte Anne. On y célèbre tous les dimanches la messe et le prône. Elle est érigée en paroisse en 1859 sur l'intervention d'Émile Rigaud, le maire d'Aix-en-Provence de 1849 à 1863, et Delmas, sous-préfet des Bouches-du-Rhône. Le 7 septembre 1861 est posée la première pierre de la nouvelle église. La bénédiction du bâtiment a lieu le 26 juillet 1862. L'archevêque d'Aix Georges Chalandon bénit la cloche le 25 mai 1865, lui donnant le prénom de « Claire », en raison de sa marraine, Claire de Mougins de Roquefort, qui offre le terrain sur lequel seront bâtis l'église et le presbytère.

## La source d'eau des Pinchinats
Le quartier des Pinchinats a longtemps été une réserve d'eau pour la ville d'Aix-en-Provence. L'eau qui en provenait était potable et jaillissait à 30 litres par seconde en moyenne. La source est mentionnée pour la première fois en 1185. Elle alimentait à l'époque huit moulins et arrosait quelques jardins avant de se jeter dans l'Arc. Mais la source n'est réellement exploitée à plein qu'à partir du XVe siècle. Elle contribue alors au développement de l'industrie lainière. De nombreux ateliers s'installent aux Pinchinats dont le rôle consiste à apprêter des étoffes de laine.

## Patrimoine des Pinchinats

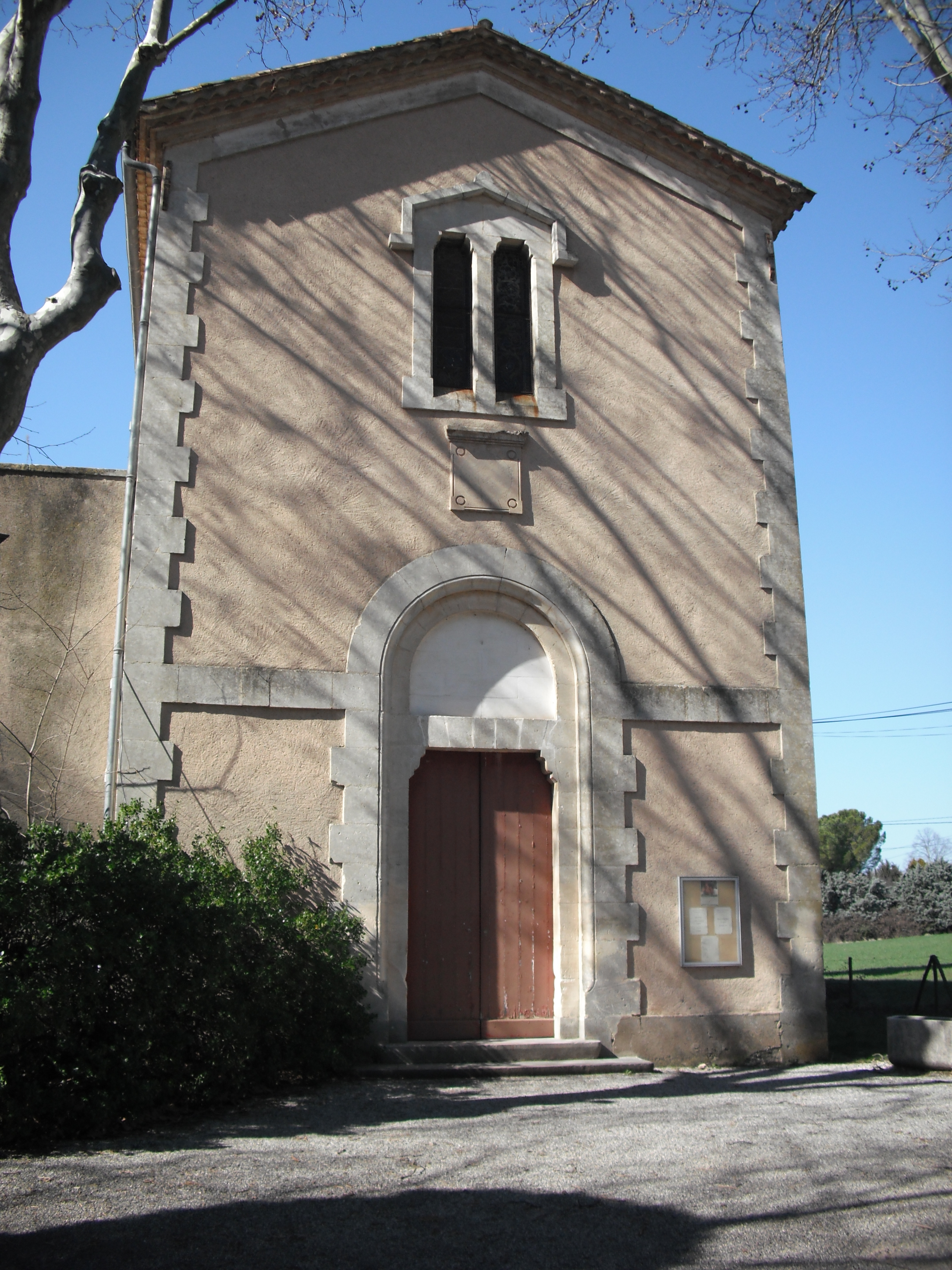
Façade de l'église des Pinchinats.

Le quartier des Pinchinats présente quelques ouvrages architecturaux intéressants. Mais il est aussi possible d'évoquer quelques particularités relatives à la faune dans ce vallon. Ainsi, en 1845, M. Boyer de Fonscolombe signale la présence de plusieurs types d'agabus dans les eaux des Pinchinats : agabus biguttatus, agabus didymus et agabus bruneus au mois de janvier.

### Église des Pinchinats
L'église des Pinchinats est une petite église en forme de croix latine de style roman. Elle est dédiée à sainte Anne. On peut y voir un tableau de l'Immaculée Conception copié du peintre espagnol Bartolomé Esteban Murillo par Valton.

### Château de la Mignarde
Sur la route des Pinchinats se trouve le château de la Mignarde, construit vers 1670 et classé au titre des monuments historiques. Il est acquis par Gabriel Mignard, confiseur du maréchal de Villars, en 1766. Après sa mort, sa veuve sollicite du fontainier Féraud de trouver une source, ce qu'il fait à l'est du domaine. Son fils, Sauveur Mignard, est ainsi en mesure d'aménager un jardin à la française et de faire de la propriété une « villa à l'italienne ». C'est en ce château qu'est arrêté fin 1790 l'avocat aixois Jean Joseph Pierre Pascalis qui finira lynché par la foule sur le cours Mirabeau d'Aix. Son ami avocat Dubreuil n'aura la vie sauve que parce qu'il se sera réfugié dans une autre demeure des Pinchinats, le pavillon de Lenfant, que les Révolutionnaires n'auront pas l'idée de visiter.
Ce château est surtout réputé pour avoir abrité la liaison entre Pauline Borghèse, la sœur de Napoléon, et Auguste de Forbin, jeune aristocrate aixois,. La tradition veut que, au château de la Mignarde, Pauline Borghèse ordonne de faire battre les mares pour effrayer les grenouilles dont les coassements gênent son repos. En outre, elle prend des bains dans du lait d'ânesse,. Lors d'un nouveau séjour à Aix, en 1813, elle rompt sa relation avec Forbin. Celui-ci devient directeur des Musées royaux, fonction qu'il exerce jusqu'à sa mort, en 1841.
Le château de la Mignarde est acquis en 1858 par Émile Rigaud, maire d'Aix-en-Provence. Il y vivra jusqu'à sa mort, le 19 mars 1890.
Durant la Seconde Guerre mondiale, le château sert à mettre à l'abri des œuvres d'art provenant des musées départementaux.

### Pavillon de Lenfant
Le pavillon de Lenfant (aussi écrit de Lanfant) est bâti par Simon Lenfant, Commissaire général des guerres de Louis XIV en 1685. Le peintre aixois Jean-Baptiste van Loo y a réalisé au siècle suivant des plafonds à fresques. les bassins et fontaines ont été réalisés par les frères ESCURSAN, fontainiers d' Aix, début XVIIIs
Il existe à l'autre extrémite de la ville un "château de Lenfant" probablement bâti par la même famille au XVIIe siècle et acquis  en 1800 par Pierre Pascal II (1771–1849) banquier marseillais et élu royaliste. En 1865, une chapelle est ajoutée au pavillon. L'archevêque d'Aix Pierre-Ferdinand de Bausset-Roquefort (1817–1829) y a réalisé des travaux importants.

### Pavillon de la Gaude
Le pavillon de la Gaude, classé monument historique, a appartenu à l'évêque de Vence, Joseph Pisani de la Gaude, en 1784.

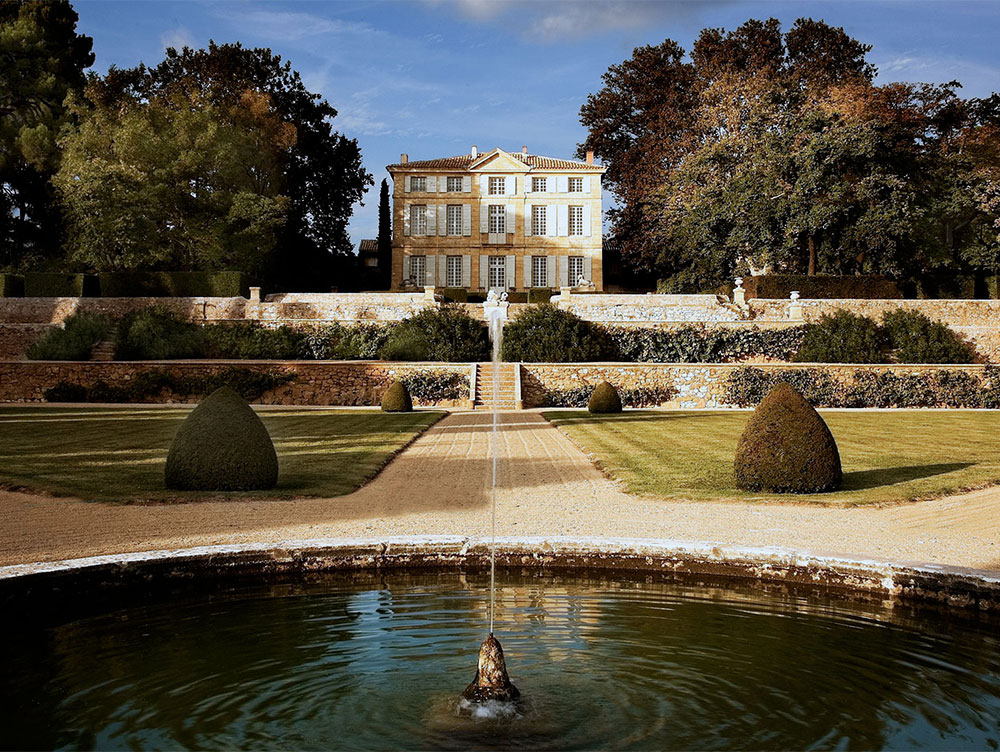
Château de la Gaude.